# Quitt (Fontane)
Quitt ist ein Roman von Theodor Fontane. Das Werk entstand zwischen 1885 und April 1889. 1890 erfolgte in Die Gartenlaube (Nr. 1–6) der stark gekürzte und redigierte Vorabdruck. Die erste Buchausgabe erschien im November 1890 (Impressum 1891) bei der Besser’schen Buchhandlung (Wilhelm Hertz), Berlin.

## Inhalt
Die Handlung beginnt in den 1870er Jahren in Wolfshau (Wilcza Poręba) bei Krummhübel im schlesischen Riesengebirge. Der 27-jährige Stellmacher Lehnert Menz, ein stolzer und leicht reizbarer junger Mann, hadert mit der autoritären Ordnung in Staat und Gesellschaft Preußens. Er liest liberale Blätter und hat undeutliche Ideen von einer freiheitlichen Republik, die er in dem »glücklichen Amerika« verwirklicht glaubt, über das er ein Buch besitzt, in dem er oft liest. Sein Nachbar, der gräfliche Förster Opitz, ein hochmütiger, engstirniger und ehrpusseliger Mittdreißiger, ist für ihn nicht nur die Verkörperung des preußischen Obrigkeitsstaates, sondern auch sein persönlicher Feind, der ihn mit unversöhnlichem Hass verfolgt, weil er ihm die Unterwerfung und Ehrerbietung versagt, auf die Opitz als gräflicher Forstbeamter Anspruch zu haben glaubt. Schon im Deutsch-Französischen Krieg wurde Menz von Opitz schikaniert und um die verdiente Auszeichnung mit dem Eisernen Kreuz gebracht. Nach dem Krieg hat Opitz ihn wegen Wilddieberei angezeigt und dafür gesorgt, dass er zu zwei Monaten Gefängnis verurteilt wurde. Als er ihn wegen einer Lappalie erneut anzuzeigen droht, bricht sich der auch auf Menz’ Seite aufgestaute Hass schließlich Bahn: Er schießt seinen Widersacher bei einer nächtlichen Begegnung im Gebirge nieder. Opitz verblutet qualvoll. Da es keine Augenzeugen der Tat gibt, hofft Menz, die Sache aussitzen zu können. Doch nachdem sich die Indizien verdichten, kann er nur durch trickreiche Flucht seiner unmittelbaren Verhaftung entgehen. Er verlässt seine Heimat und emigriert nach Nordamerika, wo er als Goldgräber ein Vermögen macht und es wieder verliert. Schließlich findet er Aufnahme in »Nogat-Ehre«, einer von deutschstämmigen Mennoniten gegründeten Siedlung im Indian Territory. Dort lebt und arbeitet er als Verwalter auf dem Hof des Gemeindeoberhaupts Obadja Hornbostel, unter dessen Dach eine bunt gewürfelte Gesellschaft friedlich zusammenlebt, darunter auch der ehemalige Pariser Kommunarde Camille L’Hermite, mit dem Lehnert Freundschaft schließt. Durch seine Persönlichkeit und seinen Fleiß erwirbt er sich die Achtung und Wertschätzung seiner Hausgenossen und ihres Oberhaupts. Geplagt von seinem Gewissen, beichtet er Obadja Hornbostel seine Mordtat und tritt der mennonitischen Gemeinde bei. Als er kurz vor der Hochzeit mit Obadjas Tochter Ruth steht, verunglückt er in der Wildnis bei der Suche nach dem bei einem Jagdausflug vermissten Sohn des Hauses, Tobias Hornbostel, und stirbt ähnlich langsam und qualvoll wie Opitz. Und wie dieser hinterlässt er einen Zettel, auf dem er seine letzten Gedanken notiert hat: Die mehrmalige Bitte um Vergebung, die Hoffnung auf Erlösung und darauf, dass er mit Opitz nun »quitt« sei, d. h. seine Tat mit seinem eigenen Tod gesühnt habe. Er wird in der Familiengruft der Hornbostels begraben. Am selben Tag schreibt Obadja Hornbostel einen Brief an Lehnerts Heimatgemeinde mit der Nachricht von seinem Tod.
Die Handlung, soweit sie im Riesengebirge spielt (Kap. 1–16, 37), wird flankiert von einer skizzenhaften Nebengeschichte um den Berliner Rechnungsrat Espe und seine Familie, die sich als Urlaubgäste in Krummhübel aufhalten und den Mordfall Opitz am Rande mitverfolgen. Dabei repräsentiert Espe die unerbittliche Perspektive der preußischen Ordnung, während seine Frau Geraldine und ihr Begleiter, ein Gerichtsassessor mit dem sprechenden Namen Dr. Sophus Unverdorben, eine menschliche Sicht auf das Geschehen und insbesondere auf Lehnert Menz vertreten.

## Ausgaben
- Theodor Fontane: Quitt. Roman. Hrsg. von Christina Brieger. Berlin 1999 (Große Brandenburger Ausgabe, Das erzählerische Werk, Bd. 12)